# Плотников 2-й
Плотников 2-й — хутор в составе городского округа город Михайловка Волгоградской области.
Население — 1088 (2010)

## История
Предположительно основан в период коллективизации как центральная усадьба совхоза «Труд». В 1928 году совхоз «Труд» был включён в состав Берёзовского района Хопёрского округа (упразднён в 1930 году) Нижне-Волжского края (с 1934 года — Сталинградский край). В 1935 году поселковый сельсовет при совхозе «Труд» был включён в состав Комсомольского района Сталинградского края (с 1936 года — Сталинградской области). В 1937 году в связи с ликвидацией совхоза «Труд», поселковый совет при совхозе «Труд» был упразднён, вместо него был организован Плотниковский 2-й сельсовет с включением ряда населённых пунктов Гришинского сельсовета. В списках населённых пунктов Комсомольского района за 1945 и 1949 годы населённый пункт Плотников 2-й не значится. Впервые населённый пункт Плотников 2-й значится в списках населённых пунктов Комсомольского района по данным облстатуправления по состоянию на 1 января 1953 года.
На основании решения облисполкома от 9 июля 1953 года № 24/1600 «Об объединении сельских советов Сталинградской области» Мишинский, Плотниковский 2-й и Гришинский сельсоветы были объединены в один Мишинский сельсовет, с центром на хуторе Плотников 2-й. В соответствии с Указом Президиума Верховного Совета РСФСР от 1 августа 1959 года и решением облисполкома от 27 августа 1959 года № 18/417 Комсомольского района был упразднён, а его территория передана в состав Даниловского района Сталинградской области. На основании решения облисполкома от 26 ноября 1959 года Мишинский сельсовет был переименован в Октябрьский. Указом Президиума Верховного Совета РСФСР от 1 февраля 1963 года и на основании решения Волгоградского облисполкома от 7 февраля 1963 года № 3/55 «Об укрупнении сельских районов и изменении подчиненности районов и городов Волгоградской области» Октябрьский сельсовет бывшего Даниловского района был включён в состав Михайловского района.
В 2012 году хутор включён в состав городского округа «город Михайловка»

## География
Хутор расположен в степи, на северо-востоке Михайловского района, в пределах Хопёрско-Бузулукской равнины, являющейся южной оконечностью Окско-Донской равнины, при балке Кишина (бассейн реки Тишанки). Высота центра населённого пункта около 150 метров над уровнем моря. Почвы — чернозёмы южные.
По автомобильным дорогам расстояние до административного центра городского округа города Михайловки — 55 км, до областного центра города Волгограда — 240 км. Ближайшие населённые пункты: в 5 км к востоку расположен хутор Весёлый, в 7 км к югу — хутор Мишин, в 14 км к северу — хутор Секачи.
Климат
Климат умеренный континентальный (согласно классификации климатов Кёппена — Dfa). Многолетняя норма осадков — 435 мм. Наибольшее количество осадков выпадает в июне — 51 мм, наименьшее в марте — 23 мм. Среднегодовая температура положительная и составляет + 6,6 °С, средняя температура самого холодного месяца января −9,5 °С, самого жаркого месяца июля +22,0 °С.
Часовой пояс
Плотников 2-й, как и вся Волгоградская область, находится в часовой зоне МСК (московское время). Смещение применяемого времени относительно UTC составляет +3:00.

## Население
Динамика численности населения по годам:
| 1987  | 2002 |
| ----- | ---- |
| ≈1100 | 1093 |

| 2010 |
| ---- |
| 1088 |